# Tianyulong
Tianyulong is een geslacht van plantenetende ornithischische dinosauriërs behorend tot de Heterodontosauridae, dat tijdens het vroege Krijt leefde in het gebied van het huidige China. De datering is echter omstreden. Zijn fossiel is van uitzonderlijk wetenschappelijk belang doordat het als eerste onmiskenbaar aantoonde dat ook de Ornithischia een vacht bezaten en warmbloedig waren.

## Vondst en naamgeving
De typesoort Tianyulong confuciusi werd in 2009 benoemd en beschreven door Zheng Xiaoting, You Hailu, Xu Xing en Dong Zhi-Ming. De geslachtsnaam combineert het Chinese woord voor "draak", long, met een verwijzing naar het Shandong Tianyu Museum of Nature, waar de beschrijver werkzaam is. De soortaanduiding eert, in krom Latijn aangezien het "confucii" had moeten zijn, Confucius, de grote Chinese filosoof.

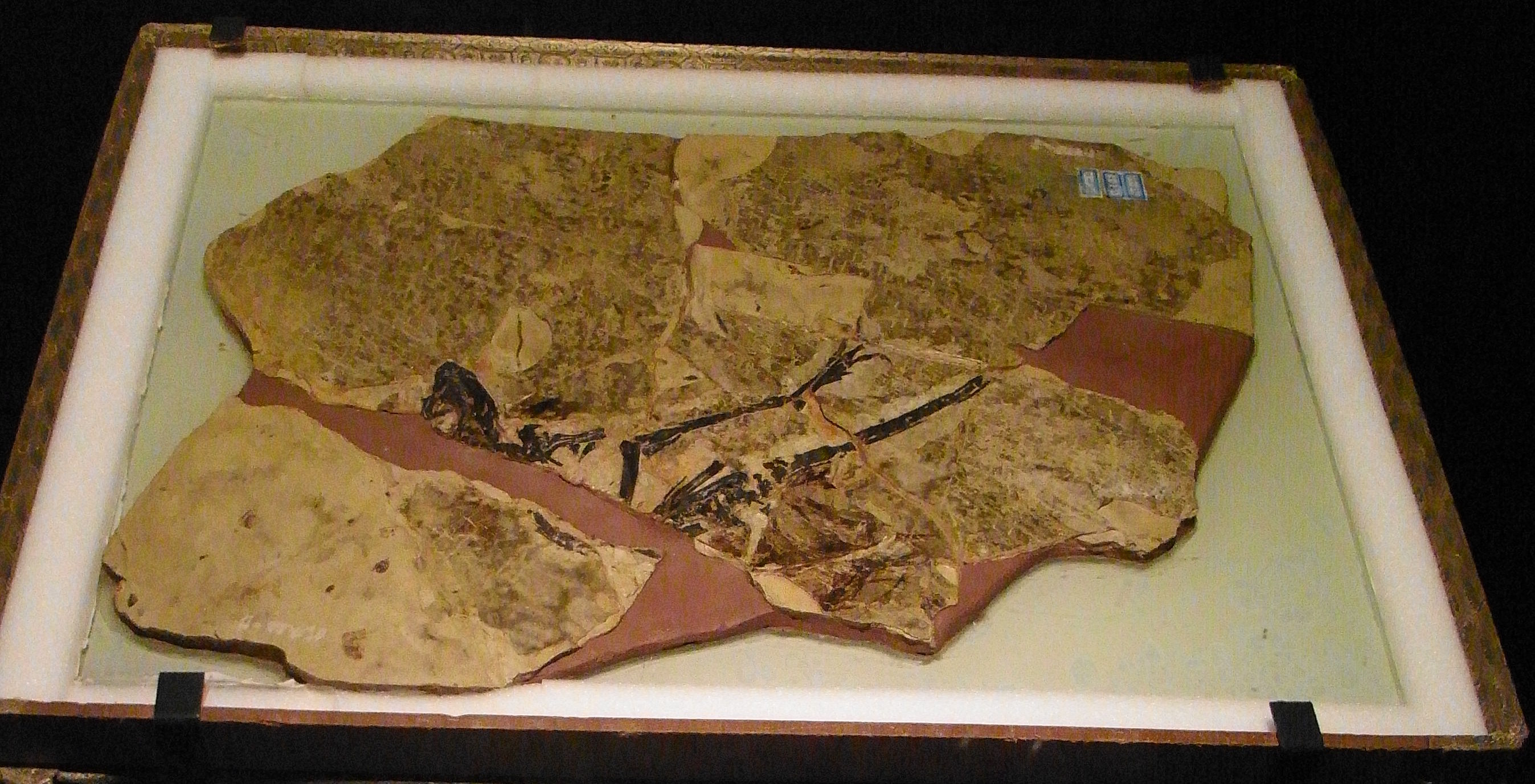
Het holotype

Het fossiel, holotype STMN 26-3, is volgens de beschrijvers bij Daxishan in de prefectuur Jianchang gevonden in de Jehol-groep van de provincie Liaoning. Het zou dan dateren uit het Onder-Krijt. Volgens andere onderzoekers echter zou de laag behoren tot de Tiaojishanformatie en dateren uit het middelste Jura, het late Bathonien. In dat geval staat Tianyulong dichter in ouderdom bij andere heterodontosauriden. Het holotype bestaat uit twee platen. Op de grootste is de onderkant van een kleine dinosauriër aanwezig. Het toont de voor- en onderkant van een naar beneden gerichte schedel en onderkaak samen met enkele halswervels, een rechteropperarmbeen met schouderblad en ravenbeksbeen, een linkeropperarmbeen met een stuk ellepijp, zitbeenderen en schaambeenderen van het bekken, het grootste deel van het rechterbeen tot halverwege het dijbeen en een linkerdijbeen, en een groot deel van de staart verbonden aan de sacrale wervels. De tweede plaat toont een stukje van de ruggengraat met vijf ruggenwervels. Tussen de twee platen is een groot hiaat. Het betreft een jongvolwassen dier.
In 2012 meldde Paul Sereno dat er minstens vijf aanvullende skeletten gevonden waren, van dieren die ongeveer even groot waren als het holotype. Eén daarvan, specimen IVPP V17090, beschreef hij.

## Beschrijving

### Grootte en onderscheidende kenmerken
Tianyulong is een vrij klein dier. De lichaamslengte is geschat op zeventig centimeter waarvan de schedel zes centimeter uitmaakt en de staart vierenveertig. Het exemplaar is echter nog onvolgroeid.

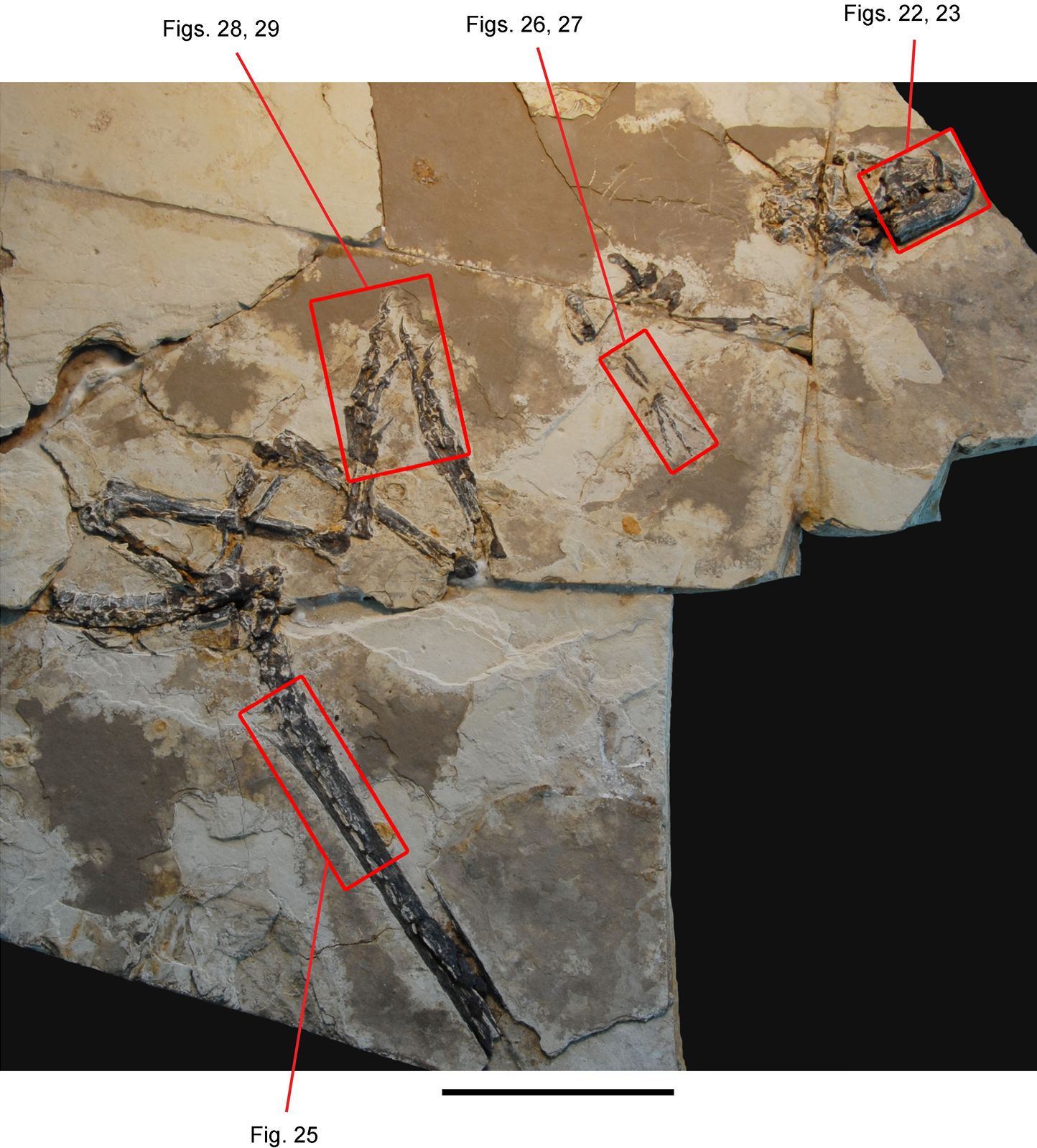
IVPP V17090

De beschrijvers wisten enkele onderscheidende kenmerken vast te stellen. Het diasteem in de rand van de bovenkaak, waar de slagtand van de onderkaak in paste, is halfcirkelvormig. De tandrijen staan nauwelijks van de kaakranden af. Het kaakgewricht is hoog geplaatst, ver boven het niveau van de tandrij van de onderkaak. Er staat maar één, slagtandvormige, tand in de praemaxilla. Tussen de tandrij van de onderkaak en de processus coronoides ligt een duidelijk hiaat. De tanden nemen naar achteren in grootte toe. Zowel in de bovenkaak als de onderkaak staan de tanden duidelijk uiteen. De tanden missen kartelingen op de voorranden en achterranden. De tanden missen richels op de buitenhzijden.
In 2012 corrigeerde Sereno deze diagnose: alle genoemde kenmerken waren fout of niet onderscheidend. Bij nadere bestudering bleek dat er nog een kleine tweede premaxillaire tand zich vóór de slagtand bevindt. Het bezit van slechts twee premaxillaire tanden is echter ook onderscheidend. Het dentarium van de onderkaak heet een rechthoekig hoofdlichaam met een evenwijdige bovenrand en onderrand. De voorpoot is extreem gereduceerd en heeft slechts 30% van de lengte van de achterpoot. Het derde middenhandsbeen is korter dan het tweede en de derde vinger is korter dan de tweede. De staart is verlengd. De middelste staartwervels hebben driehoekige chevrons. Het midden en uiteinde van de staart zijn verstijfd door talrijke evenwijdige verbeende pezen.
Sereno wees er in 2012 ook op dat Tianyulong in zijn proporties sterk van andere bekende heterodontosauriden afwijkt. De kop is zeer groot en de achterpoten zeer lang; daarentegen zijn de nek en voorpoten juist opvallend kort. Opmerkelijk is dat Sereno de vreemdheid van Tianyulong deed uitkomen door een vergelijking met Archaeopteryx, de Oervogel waarvan het Eichstätter exemplaar dezelfde dijbeenlengte heeft als het holotype. De kop van de vogel is dan een vijfde korter, de onderbenen zijn ongeveer even lang maar de armen de helft langer.

### Skelet

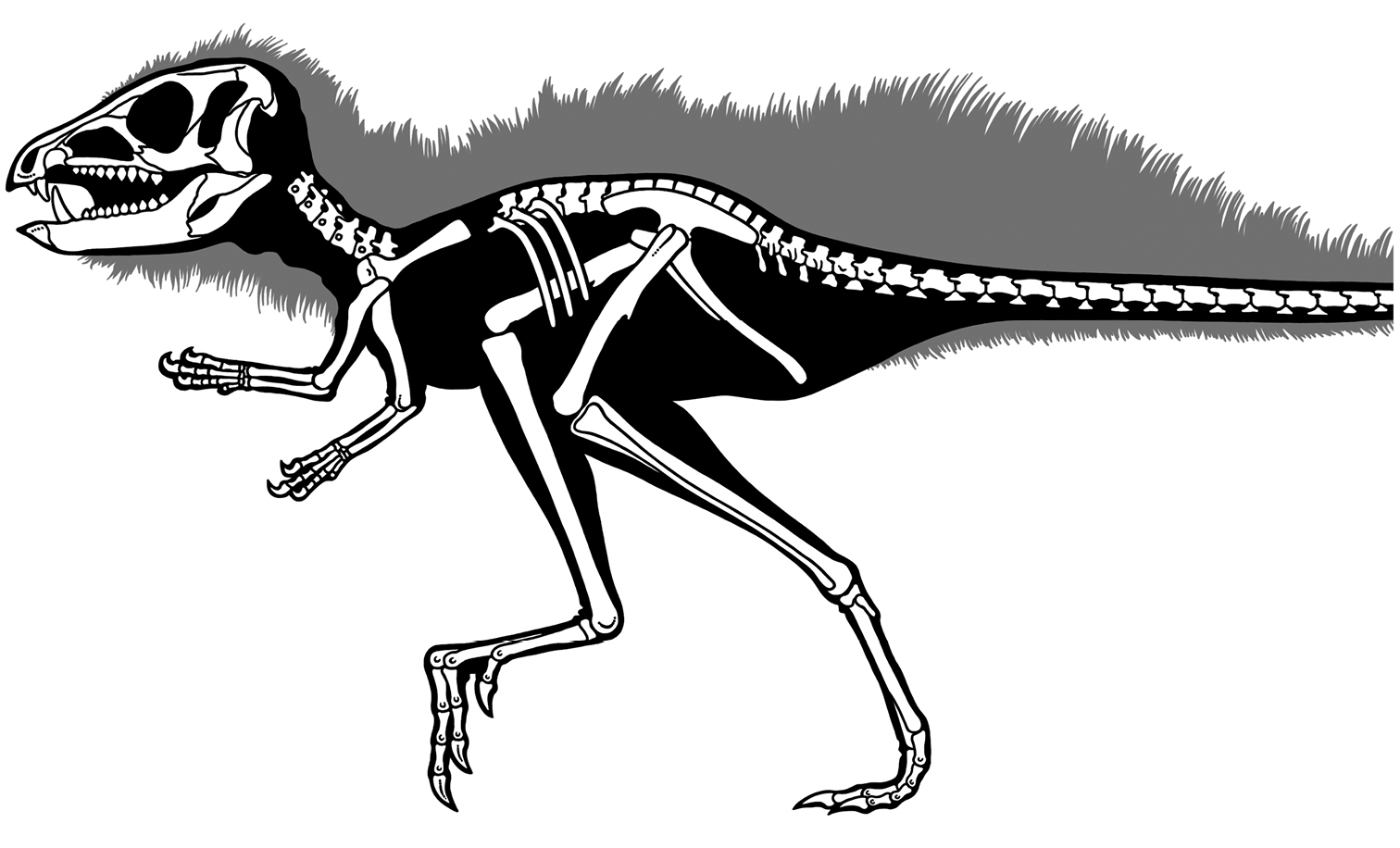
Een skeletdiagram door Paul Sereno

De snuit meet zo'n 46% van de lengte van de schedel. Bij de praemaxilla, het voorste snuitbot, ligt de onderrand duidelijk onder de rand van het bovenkaaksbeen. Beid elementen zijn gescheiden door een diasteem in de vorm van een halfcirkelvormige inkeping. Het achterste deel van de snuit wordt doorboord door een grote driehoekige fenestra antorbitalis. Het jukbeen heeft een lange voorste tak met een taps uiteinde dat het bovenkaaksbeen van het traanbeen scheidt. Bij het quadratum is de buitenste gewrichtsknobbel wat groter dan de binnenste.

Vergelijking van de schedels van Heterodontosaurus, links, en Tianyulong

Het predentarium, de beenkern van de ondersnavel, heeft een gladde horizontale bijtrand die even lang is als de, vermoedelijk door de bovensnavel bedekte, randen van beide praemaxillae bij elkaar. Het dentarium heeft een evenwijdig lopende bovenrand en onderrand; het voorste tweed derden deel van de bovenrand wordt in beslag genomen door de horizontale tandrij. De buitenkant van de onderkaak wordt doorboord door een zijvenster waar dentarium, surangulare en angulare bijeenkomen. De onderrand van het angulare kromt naar boven, het kaakgewricht ver boven de tandrij plaatsend, wat de bijtkracht verhoogt.
De tanden zijn sterk heterodont: iedere zijde droeg boven en onder een vergrote "slagtand". Vlak achter de kleine voorste eerste tand, steekt de lange slagtand recht omlaag uit de achterzijde van de praemaxilla. De duidelijk gescheiden maxillaire tanden van het bovenkaaksbeen zijn driehoekig in profiel met gladde voorranden, achterranden en buitenzijden. De dentaire tanden van de ondertanden zijn kleiner, met een spitsere punt.
Terwijl de nek tamelijk recht is, welft de rug naar boven. De tweeëntwintig bewaarde staartwervels van het holotype zijn grotendeels verbonden door lange verbeende pezen. Het rechte opperarmbeen is relatief lang ten opzichte van de onderarm en draagt een grote deltopectorale kam. Het eigenlijke schaambeen, zondert voorste uitsteeksel, heeft ongeveer de helft van de lengte van het zitbeen. Het zitbeen is recht, overdwars afgeplat en bezit geen bijlvormige processus obturatorius op de voorrand. Bij het dijbeen bevindt zich tussen de gewrichtsknobbels vooraan een groeve; de groeve achteraan heeft een U-vormig dwarsprofiel zonder dat de zijden van de knobbels de inkeping overhangen. In de middenvoet sluiten de vier middenvoetsbeenderen nauw aaneen. Het eerste middenvoetsbeen is kort en het eerste kootje van de eerste teen reikt niet beneden de onderrand van het tweede middenvoetsbeen.

### Mogelijk verenkleed
Het meest opvallende van het fossiel zijn de op beide platen zichtbare omzettingsresten van een lichaamsbedekking bestaande uit enkelvoudige, stijve, dunne, holle, haarachtige structuren. Deze zijn tot zeven centimeter lang en rond en een halve millimeter in doorsnede. Ze lopen evenwijdig aan elkaar. Ze zijn vooral duidelijk aanwezig op een plek boven de rug en een plek boven de staartbasis, maar ook aangetroffen op een plek aan de onderzijde van de nek, zodat vermoedelijk het hele dier met een isolerende laag bedekt was. De structuren staan haaks op de rug en de staart, geleidelijk wat naar achteren buigend; die onder de hals staan onder een hoek van 45° naar achteren. Dat het inderdaad om een lichaamsbedekking gaat en niet om bindweefselvezels blijkt uit hun aanzienlijke lengte en de holle bouw. Die boven de staart hebben een lengte van zes centimeter en een doorsnede van 0,4 millimeter. De structuren zijn enkelvoudig en niet gespleten aan hun uiteinde. Dat ze stijf zijn blijkt uit het feit dat geen enkele gebogen is of golvend en ze nooit afwijken van een eenparige kromming. Hun doorsnede lijkt rond te zijn geweest.
Hoewel de beschrijvers angstvallig vermijden deze met het woord "haren", "veren" of "vacht" aan te duiden en spreken over "draadachtige" (filamentous) structuren, concluderen ze wel dat deze veel lijken op de zogenaamde "EBFFs" (elongated broad filamentous feathers) die bij de theropode Beipiaosaurus zijn aangetroffen — zij het dat deze laatste platter zijn — en ook veel overeenkomst vertonen met het "dinodons" van Sinosauropteryx. Dit zou erop kunnen wijzen dat de lichaamsbedekking van Tianyulong homoloog is aan het verenkleed van de Coelurosauria, zoals de vogels. Als deze vaststelling juist is, impliceert dit, aangezien Tianyulong zich op de andere hoofdtak van de groep bevindt — namelijk de Ornithischia; de coelurosauriërs zijn Saurischia — dat de Dinosauria als geheel oorspronkelijk een vacht of primitief verenkleed bezaten, wat de borstels bij de ornithischiër Psittacosaurus al deden vermoeden. Dit is weer een aanwijzing dat de hele groep, althans oorspronkelijk, warmbloedig is geweest. Verder is het een indicatie dat ook veel ruimere groepen endotherm waren, zoals potentieel de Archosauria, Archosauriformes of zelfs de Archosauromorpha, zoals al vermoed werd op grond van botonderzoek en het feit dat de Pterosauria ook warmbloedig en in het bezit van een vacht waren. De aanwezigheid van zulke structuren bij kleine ornithischiërs was al in de jaren tachtig voorspeld door Gregory S. Paul. Overigens hielden de beschrijvers een slag om de arm: ze erkenden dat het feit dat veren slechts bij meer afgeleide theropoden voorkomen een aanwijzing is dat de structuren van Tianyulong hieraan niet homoloog waren maar een geval van convergente evolutie.

## Fylogenie
Volgens een kladistische analyse was Tianyulong een nauwe verwant van Heterodontosaurus en Abrictosaurus binnen de Heterodontosauridae. Dit is verrassend aangezien de andere bekende en zekere leden van deze basale groep ornithischiërs veel eerder leefden, in het vroege Jura. Dit suggereert dat de oorspronkelijke datering onjuist is.
Een mogelijke positie van Tianyulong in de evolutionaire stamboom wordt gegeven door het volgende kladogram.
|  | Echinodon  |
|  |            |
|  | Fruitadens |
|  |            |
|  | Tianyulong |
|  |            |

|  | Pegomastax |
|  |            |
|  | Manidens   |
|  |            |

|  | Abrictosaurus     |
|  |                   |
|  | Heterodontosaurus |
|  |                   |

|  | Pegomastax |
|  |            |
|  | Manidens   |
|  |            |

|  | Abrictosaurus     |
|  |                   |
|  | Heterodontosaurus |
|  |                   |

|  | Pegomastax |
|  |            |
|  | Manidens   |
|  |            |

|  | Abrictosaurus     |
|  |                   |
|  | Heterodontosaurus |
|  |                   |

|  | Pegomastax |
|  |            |
|  | Manidens   |
|  |            |

|  | Abrictosaurus     |
|  |                   |
|  | Heterodontosaurus |
|  |                   |

|  | Echinodon  |
|  |            |
|  | Fruitadens |
|  |            |
|  | Tianyulong |
|  |            |

|  | Pegomastax |
|  |            |
|  | Manidens   |
|  |            |

|  | Abrictosaurus     |
|  |                   |
|  | Heterodontosaurus |
|  |                   |

|  | Pegomastax |
|  |            |
|  | Manidens   |
|  |            |

|  | Abrictosaurus     |
|  |                   |
|  | Heterodontosaurus |
|  |                   |

|  | Pegomastax |
|  |            |
|  | Manidens   |
|  |            |

|  | Abrictosaurus     |
|  |                   |
|  | Heterodontosaurus |
|  |                   |

|  | Pegomastax |
|  |            |
|  | Manidens   |
|  |            |

|  | Abrictosaurus     |
|  |                   |
|  | Heterodontosaurus |
|  |                   |

## Levenswijze
Tianyulong was een kleine planteneter die zich op twee benen voortbewoog en in staat moet zijn geweest rennend een aanzienlijke snelheid te bereiken. Zijn warmbloedigheid wijst op een actieve levenswijze — waarin hij dus niet van andere dinosauriërs verschild zal hebben.